# The Orion Conspiracy
The Orion Conspiracy è un videogioco pubblicato nel 1995 da Domark, sviluppato dal team Divide by Zero. È un'avventura grafica a tema fantascienza distribuita solamente su supporto CD-ROM ed è localizzato con testi e voci completamente in italiano.

## Trama
La stazione Cerberus è ufficialmente costruita per studiare un fenomeno spaziale chiamato effetto Orion. Nella nebulosa chiamata testa di cavallo, nella costellazione di Orione, dodici anni prima è misteriosamente apparso dal nulla un buco nero il quale sta assorbendo materia dalla nebulosa. La stazione è situata nelle vicinanze in una zona sicura, due distinte compagnie sono al lavoro per risolvere l'enigma, la Kobayashi per la ricerca e la Mogami-Hudson per gli scavi scientifici. Compagnie che dieci anni prima erano in lotta fra loro nella guerra delle corporazioni.
Un uomo a bordo di uno Scout, un piccolo mezzo spaziale da lavoro, si avvicina a una sonda dove deve controllare l'interno della stessa. Con un braccio meccanico prova ad aprire un portello e appena aperto un'esplosione fa sbalzare via il piccolo mezzo il quale viene scagliato all'interno di un buco nero nelle vicinanze uccidendo l'uomo. Successivamente un'astronave chiamata Kushiro giunge nei pressi di Cerberus. Devlin, il padre di Danny, il ragazzo scomparso, giunge per il funerale dello stesso e per cercare di chiarire la situazione oscura in quanto non sembra che la morte del figlio sia causale. Dopo le esequie infatti riceve uno strano biglietto con scritto la frase "McCormack, non è stato un incidente. Tuo figlio è stato assassinato". Inizia così il videogioco.

## Modalità di gioco
Il videogioco è una classica avventura grafica. Spostando un puntatore sullo schermo si potrà interagire con i vari oggetti e locazioni, l'interfaccia dei comandi è posta nella parte inferiore dello schermo ed è a scomparsa attivabile premendo la barra di spazio. Il videogioco è solo per adulti, in quanto vengono usati parolacce, linguaggio volgare e adulto nei dialoghi oltre che a trattare temi come l'omosessualità, il sesso e l'omicidio.

## Personaggi principali
- Danny McCormack, viene subito assassinato in circostanze misteriose.
- Devlin McCormack, il personaggio principale delle vicende, ed è l'alter ego del giocatore.
- Gina Brooks, pilota di astronavi esperta. Soprannominata da tutti Punto G Gina. Essa conosce qualche particolare della storia.
- Malachi Ward, capo della sicurezza della stazione Cerberus, ha un carattere molto duro.
- Gates, scienziato di bordo. Aiuterà Devlin.
- Steve Kauffman, altro scienziato tuttofare della base, conosce alcuni sviluppi della vicenda.
- Shannon, è il comandante della Cerberus e intende chiarire la situazione.
- Meyer, capo meccanico e ingegnere della stazione è l'ultima persona che ha visto Danny ancora in vita. Ha un carattere brusco. Odia tutti i lavoratori della Mogami-Hudson
- Jay Chandra, lavora al bar ed è anche il cuoco di bordo. Ha la fidanzata che lavora a bordo chiamata Raman
- Bernard, è la responsabile dei tecnici di laboratorio della Kobayashi, conosceva bene Danny.
- Rowland, ambizioso tecnico di laboratorio e amante della cioccolata. Odia Bernard.
- Susan LaPaz, comandante in seconda della Cerberus sposata con Lowe. Aspetta un figlio.
- Capitano Clifford, lavora per la Mogami-Hudson è schivo e ligio al dovere. Non parla con i lavoratori della Kobayashi.
- Berry e Verges, sono due cani liberi di girovagare sulla Cerberus, Waterman li accudisce.
- Raman, è una tecnica di laboratorio e fidanzata di Chandra, adopera degli esplosivi per lavoro.
- Jeff Lowe, ufficiale delle comunicazioni. Sposato con Susan LaPaz.
- Chu, dottoressa capo medico della Cerberus, nasconde un terribile segreto.
- Waterman, sottoposto di Ward si prende cura dei due cani della Cerberus.